# Teoria dels fonaments morals
La teoria dels fonaments morals de Jonathan Haidt considera que cada individu basa la seva moralitat en uns eixos de valors fonamentals, que determinen la seva cosmovisió i influeixen en la seva ideologia política. Aquests eixos expliquen la variabilitat ètica entre persones però també entre cultures, ja que cada comunitat en un moment històric concret tendeix a donar més pes a alguns d'ells.
Els eixos bàsics són:
- cura / dany
- justícia / trampes
- lleialtat / traïció
- autoritat / subversió
- santedat / degradació
- llibertat / opressió